# Feuerskink
Der Feuerskink (Lepidothyris fernandi, Syn.: Riopa fernandi, Mochlus fernandi, Lygosoma fernandi), auch Prachtskink genannt, ist eine Echse aus der Familie der Skinke. Er ist im tropischen West- und Zentralafrika verbreitet. Weiter östlich in Uganda, Ruanda, Demokratische Republik Kongo und Kenia findet sich seine Schwesterart Lepidothyris hinkeli. Die Art wurde 1836 von Edward Burton anhand eines Exemplars von der Insel Bioko im Golf von Guinea als Tiliqua fernandi beschrieben und 2009 von Wagner et al. der Gattung Lepidothyris zugeordnet.

## Beschreibung
Die Kopf-Rumpf-Länge beträgt ca. 17 bis 18 bei einer Gesamtlänge von ca. 37 bis 38 Zentimetern. Die Oberseite ist einfarbig goldbraun, die Körperseiten zeigen jedoch vom Kopf bis etwa zur Schwanzmitte eine kräftige schwarze Fleckung und Bänderung mit weißen Anteilen auf rotem Grund. Die Beine sind dunkelbraun bis schwärzlich. Die Männchen sind meist etwas größer und farbenprächtiger als die Weibchen.

## Verbreitung und Lebensraum
Der Feuerskink lebt in den tropischen Regenwäldern West- und Zentralafrikas. Die Art ist wie fast alle Skinke hauptsächlich bodenbewohnend. Feuerskinke verstecken sich gerne in Höhlen und unter Wurzeln, zeitweise vergraben sie sich im lockeren Boden. Sie sind dämmerungsaktiv, lassen sich jedoch auch am Tage des Öfteren beim Sonnenbaden beobachten.